# Исчезнувшие улицы Липецка

В статье представлены сведения об улицах Липецка, исчезнувших в период с 1960-х годов по настоящее время при реконструкции отдельных районов города. В число исчезнувших улиц не включены переименованные или вошедшие в состав других улиц.
Основными причинами исчезнования улиц Липецка были:
- Включение территорий в санитарно-защитную зону НЛМК
- Снос целых кварталов и строительство на их месте новых зданий

Следует отметить, что в большинстве случаев сносу подвергались участки с частной застройкой. Исключением в основном явился лишь один из районов коллективной застройки в Тракторном, снесённый в начале 1980-х годов при расширении территории ЛТЗ. При этом практически полностью исчезла одна из крупнейших улиц данного района Липецка — Тракторозаводская. Последние три дома по ней были снесены при включении остатков улицы в санитарно-защитную зону НЛМК. 
В дореволюционной части Липецка полному сносу подверглись 7 улиц — Розы Люксембург, Соляная, Агте, Набережная улица, переулок Зегеля, переулок Семашко и Крайний переулок. 
Более детальная информация об исчезнувших улицах и причинах их исчезновения приведена в списке:
| Название | Исторический район    | Время образования | Время исчезновения | Прежние названия                                                           |
| --- | --------------------- | ----------------- | ------------------ | -------------------------------------------------------------------------- |
| Исчезнувшие улицы, включённые в санитарно-защитную зону НЛМК                                                                             |                       |                   |                    |                                                                            |
| улица Белинского | Тракторный            | кон.1940-х        | нач.1990-х         |                                                                            |
| улица Гурьева | Новолипецк            | 1946              | кон.1980-х         |                                                                            |
| улица Заслонова | Новолипецк            | 1946              | кон.1990-х         |                                                                            |
| Канатная улица | Новолипецк            | 1946              | 1970-е гг.         |                                                                            |
| 2-я улица Ломоносова | Тракторный            | нач.1950-х        | кон.1990-х         |                                                                            |
| улица Новикова-Прибоя | Тракторный            | нач.1950-х        | кон.1970-х         |                                                                            |
| Тракторозаводская улица | Тракторный            | кон.1940-х        | 1990-е гг.         |                                                                            |
| Исчезнувшие улицы при застройке 16-го микрорайона                                                                                        |                       |                   |                    |                                                                            |
| улица 20 лет Октября | Дикое                 |                   | сер.1970-х         | Октябрьская ул. (до 1936), ул.Варейкиса (1936-1937)                        |
| Белгородская улица | Дикое                 | 1949              | сер.1980-х         | ул.Андреева (до 1957)                                                      |
| переулок Дунаевского | Дикое                 | 1957              | 1990-е гг.         | 2-й Новомичуринский пер.(до 1957, часть)                                   |
| Красноармейская улица | Дикое                 |                   | сер.1980-х         | 2-й Новомичуринский пер. (до 1957)                                         |
| улица Некрасова | Дикое                 | 1941              | сер.1980-х         |                                                                            |
| улица Ново-Мичурина | Дикое                 |                   | кон.1980-х         | 1-й Новомичуринский пер. (до 1957)                                         |
| улица Парижской Коммуны | Дикое                 |                   | 2000-е гг.         | 1-й Новомичуринский пер. (до 1957)                                         |
| улица Шаталова | Дикое                 |                   | 2010               | Последняя ул. (до 1936)                                                    |
| Исчезнувшие переулки при застройке 8-го микрорайона                                                                                      |                       |                   |                    |                                                                            |
| переулок Тюленина | Мирный                | 1957              | сер.1960-х         |                                                                            |
| переулок Шевцовой | Мирный                | 1957              | сер.1960-х         |                                                                            |
| Исчезнувший переулок при застройке 13-го микрорайона                                                                                     |                       |                   |                    |                                                                            |
| переулок 8-го Марта |                       |                   | нач.1970-х         | ул. Победа (до 1965)                                                       |
| Исчезнувшие улицы при реконструкции территории между проспектом Победы и улицами Папина, Доватора и Юных Натуралистов                    |                       |                   |                    |                                                                            |
| улица Бурлакова |                       | 1957              | нач.1960-х         |                                                                            |
| улица Пржевальского |                       | 1957              | нач.1970-х         |                                                                            |
| Исчезнувшая улица при реконструкции территории между проспектом Победы и улицами Папина и Механизаторов                                  |                       |                   |                    |                                                                            |
| Краснофлотская улица |                       |                   | нач.1960-х         | ул. Василевского (до 1957)                                                 |
| Исчезнувшие улицы при реконструкции территории между проспектом Мира и Левобережной улицей                                               |                       |                   |                    |                                                                            |
| улица Л.Чайкиной | Новолипецк            | 1946              | кон.1980-х         |                                                                            |
| улица Щербакова | Новолипецк            | 1946              | нач.1990-х         |                                                                            |
| Исчезнувшая улица при реконструкции территории в центральной части Липецка (между улицами Сапёрной и Кузнечной)                          |                       |                   |                    |                                                                            |
| улица Р.Люксембург |                       | XIX век           | 1990-е гг.         | Малая Скатная ул.                                                          |
| Исчезнувшие улицы при реконструкции территории в центральной части Липецка в квартале улиц Семашко, Зегеля, Игнатьева и Военного городка |                       |                   |                    |                                                                            |
| улица Агте |                       | XIX век           | кон.1980-х         | Сенная ул. (до 1967)                                                       |
| переулок Зегеля |                       | XIX век           | 1970-е гг.         | Лебедянский пер.                                                           |
| Набережная улица |                       | XIX век           | 2000-е гг.         |                                                                            |
| переулок Семашко |                       | XIX век           | 1970-е гг.         | Последний пер. (до 1941), пер.Тимошенко (1941-1957), Подгорный пер. (1957) |
| Исчезнувшая улица при реконструкции территории в квартале улиц Неделина, Горького, Октябрьской и Пушкина                                 |                       |                   |                    |                                                                            |
| Соляная улица |                       | XIX век           | 1977               |                                                                            |
| Исчезнувший переулок при проектировании и строительстве нового здания Центрального рынка                                                 |                       |                   |                    |                                                                            |
| Крайний переулок |                       | XIX век           | сер.1980-х         |                                                                            |
| Исчезнувший проезд в Студёнках (между улицами Тельмана и Урицкого)                                                                       |                       |                   |                    |                                                                            |
| проезд Барашева | Студёнки              | 1957              | 1980-е гг.         |                                                                            |
| Исчезнувший проезд при расширении территории Трубного завода                                                                             |                       |                   |                    |                                                                            |
| Аптечный проезд |                       | 1960              | 1980-е гг.         |                                                                            |
| Исчезнувшая улица при реконструкции территории в районе Опытной станции (близ пересечения Опытной улицы и Боевого проезда)               |                       |                   |                    |                                                                            |
| Зерновая улица | Район Опытной станции | 1957              | 1980-е гг.         |                                                                            |
| Исчезнувший переулок на Соколе при застройке Северного микрорайона                                                                       |                       |                   |                    |                                                                            |
| Летний переулок | Сокол                 | 1957              | 1970-е гг.         |                                                                            |
| Исчезнувшая улица в Сырском при проектировании и строительстве средней школы № 23                                                        |                       |                   |                    |                                                                            |
| Музыкальная улица | Сырский               |                   | 1990-е гг.         | Первомайская ул. (до 1964)                                                 |